# 金環蝕 (石川達三の小説)
『金環蝕』（きんかんしょく）は、石川達三の長編小説。1966年（昭和41年）に『サンデー毎日』で連載され、同年に単行本として刊行された。九頭竜川ダム汚職事件をモデルに、保守政党の総裁選挙に端を発した汚職事件を描いた。表題の意味は、「外側はきらびやかに見えるが、中身は真っ黒に腐っている」という比喩である。1975年（昭和50年）に山本薩夫監督によって映画化された。

## ストーリー
1964年（昭和39年）夏、与党・民政党の総裁選挙が行なわれ、現総裁にして内閣総理大臣の寺田政臣と最大派閥の領袖・酒井和明の一騎討ちとなった。数で劣る寺田総理が率いる寺田派は党内切っての実力者で副総理・広野大悟の派閥と協調して必勝を図った。その段階において両陣営とも票集めに10億円以上の実弾を投入した。中には広野派の神谷直吉代議士のように両陣営からちゃっかり戴く者もいた。激烈な選挙は僅差で寺田の三選で幕を閉じた。
それから数日後、金融業を営む石原参吉の元に内閣官房の西尾貞一郎が訪れ、星野康雄官房長官（寺田派）の名刺を持参したうえで秘密裏に資金を用立てて欲しいと告げる。ところが石原はこの申し出を断るものの星野の名刺を持ち去る。金融王として裏の世界を渡り歩いた石原は直感的に星野の周辺に何らかの疑惑があることを思いつき、星野の周辺を洗い出し始めた。その過程で寺田総理の郷里・九州の福流川ダム建設を目論む竹田建設と発注元の電力開発株式会社（小説では電力建設株式会社）若松圭吉副総裁の一派の談合と汚職の存在が浮かび上がる。
そして竹田建設は寺田派の有力献金企業であった。青山組への受注を目論む財部賢三総裁が唯一のネックとなった竹田建設は若松副総裁を中心に財部追い落としを図り、財部は電力開発の所轄官庁である通産省の大川大臣により引導を渡され数日後に辞任する。その結果、新総裁に技術畑の松尾芳之助が就任。一気に流れは竹田建設へと流れ、談合の末に福龍川ダム工事を受注する。ここに竹田建設・電力開発・寺田派の汚職構図が完成する。
受注を手放しで喜んだ竹田建設は星野官房長官を通じて多額の賄賂を寺田に渡す。

## 映画
『金環蝕』（きんかんしょく）は、1975年（昭和50年）9月6日公開の日本映画。大映映画製作、東宝配給。監督は山本薩夫。カラー、スタンダード、155分。第49回キネマ旬報ベスト・テン第3位。

### スタッフ
- 監督：山本薩夫
- 製作：徳間康快、伊藤武郎
- 脚本：田坂啓
- 撮影：小林節雄
- 音楽：佐藤勝
- 美術：間野重雄、今井高司
- 助監督：後藤俊夫

### キャスト
- 星野康雄（官房長官）：仲代達矢 - 黒金泰美がモデル
- 石原参吉（金融王）：宇野重吉 - 森脇将光がモデル
- 神谷直吉（陣笠代議士）：三國連太郎 - 田中彰治がモデル
- 朝倉節三（竹田建設専務）：西村晃 - 渡辺喜三郎（鹿島建設副社長）がモデル
- 古垣常太郎（日本政治新聞社社長）：高橋悦史 - 倉地武雄（言論時代社社長）がモデル
- 松尾芳之助（電力開発後継総裁）：内藤武敏 - 吉田確太（電源開発後継総裁）がモデル
- 財部賢三（電力開発総裁）：永井智雄 - 藤井崇治（電源開発総裁）がモデル
- 古垣欣二郎（常太郎の異母弟）：峰岸徹 - 倉地の三男がモデル
- 若松圭吉（電力開発副総裁）：神山繁 - 大堀弘（電源開発副総裁）がモデル
- 西尾貞一郎（内閣秘書官）：山本學 - 中林恭夫（池田勇人首相秘書官事務取扱）がモデル
- 神原孝（法務大臣）：大滝秀治 - 高橋等がモデル
- 大川吉太郎（通産大臣）：北村和夫
- 斎藤荘造（幹事長）：中谷一郎 - 田中角栄がモデル
- 滝井検事総長：加藤嘉 - 馬場義続（検事総長）がモデル
- 小島（電力開発理事）：根上淳
- 小坂老人（花柳界の情報屋）：吉田義夫
- 小野（有力紙記者）：鈴木瑞穂
- 島田（有力紙記者）：前田武彦
- 宗像（電力開発技師）：福田豊土
- 早川義信（衆議院決算委員長）：嵯峨善兵
- 寺田政臣（首相）：久米明 - 池田勇人がモデル
- 酒井和明（後継首相）：神田隆 - 佐藤栄作がモデル
- 正岡（電力開発理事）：高城淳一
- 中村（電力開発理事）：五藤雅博
- 広野大悟（副総理）：河村弘二 - 河野一郎がモデル
- 金丸（青山組常務）：上田忠好
- 脇田（石原の部下）：早川雄三
- 荒井（石原の部下）：矢野宣
- 青山達之助（青山組社長）：原田清人 - 神部満之助（間組社長）がモデル
- 黒尾重次郎（寺田派幹部）：外野村晋 - 前尾繁三郎がモデル
- 平川光正（寺田派幹部）：山本武 - 大平正芳がモデル
- 党総裁選議長：花布辰男
- 安原内閣秘書官（西尾の同僚）：山本清
- 小松内閣秘書官（西尾の同僚）：小美野欣二
- 警視庁警備課員（首相夫人警護）：田村貫
- 寺田峯子（首相夫人）：京マチ子 - 池田勇人夫人・池田満枝がモデル
- 萩乃（石原金融王の妾）：中村玉緒
- 君千代（星野官房長官の女）：安田道代
- 遠藤滝子（古垣兄弟の女）：夏純子
- 加代子（石原金融王の妾）：大塚道子
- 時枝(吉千代宅の家政婦)：中村美代子
- かつ江（石原金融王の妾）：長谷川待子
- 電力開発副総裁の女：川崎あかね
- 西尾悦子(西尾秘書官の妻)：原田あけみ
- 星野の女：笠原玲子
- 決算委員（野次る議員）：今井和雄、都家歌六（ノンクレジット）
- 刑事課長（法務省）：斎藤英雄（ノンクレジット）
- 電力開発理事：山崎満、夏木順平、門脇三郎、草間璋夫、鹿島信哉（ノンクレジット）
- 電力開発技師：佐藤和男（パンフレットでは、技師役は可知靖之になっている）
- 神谷の女：芦屋ミチ（本編ではノンクレジットだが、パンフレットには載っている）
- 田村三輪子

### 製作
1974年4月24日、東京半蔵門の東條會館で製作発表会見が行われ、山本薩夫監督、仲代達矢、宇野重吉、三國連太郎、中村玉緒、安田道代（以上前列）、長谷川待子、高橋悦史、前田武彦、夏純子、伊藤武郎プロデューサー（以上、後列）の11人が出席。山本監督は10年来温めていた企画と説明し、「保守党の持っている体質をはっきり湧き出したい」などと述べた。宇野は20年前に"政治のタブー"に触れると20年前にオクラ入りした菊島隆三脚本の『汚れた手』を引き合いに出し「映画もやっと表現の自由を獲得したんだねえ」と感慨を述べた。端役出演の前田は「最近テレビやラジオで体制に対する批判が言えなくなった。日頃思っていることを映画を通して言えたらすっとするんじゃなかろうか」などと述べた。本作は新生・大映の撮影を終えた『わが青春のとき』に続く第二弾になると発表された。旧大映スターが多数数多く出演。中村は「組合の人たちと『いつかきっと映画を作ろう！』と誓い合った約束がこんなに早く実現して嬉しい」と、安田は「大映でデビューし、育ててもらったのに、故郷を失った感じで寂しかった」、長谷川は「セリフはもう覚えました」などと話した。この時は製作費2億5,000万円で、会見の後、撮影に入ると説明があった。

### テレビ放送
1984年1月1日、テレビ東京の「日曜ビッグスペシャル」枠で放送。同枠は通常は20:00 - 21:54（JST）だが、この日は18:00 - 20:54（JST）に『プロ野球オールスター大運動会』が編成されたため、この枠に繰り下げ拡大して放送された。同枠番組は主にバラエティ番組を放送していたため、映画放送は極めて異例。

## 現実との主な相違点
- 劇中、寺田首相は脳梗塞（脳軟化症）で意識不明に陥る（後に悪性脳腫瘍で死去）が、現実の池田首相は定期検診で癌が発覚し、1964年東京オリンピックを花道に辞任し、池田本人が後継に佐藤を指名した。
- 献金の内閣窓口役となった星野官房長官は1964年（昭和39年）夏の総裁選後の内閣改造で官房長官に就任し、その後再任されなかったことになっているが、モデルである黒金は1964年（昭和39年）の総裁選挙以前の官房長官であり内閣改造で黒金と正反対の党人派・鈴木善幸が後任に就いた。
- 佐藤栄作を模した酒井とその参謀役である田中角栄を模した斎藤荘造について、酒井総理誕生によって幹事長に就任したことになっているが、田中は佐藤政権発足後も池田内閣に引き続いて大蔵大臣に留まり、1965年（昭和40年）の第1次改造で幹事長に転出している。
- 細かい点であるものの、新閣僚公式記念撮影で党の新幹事長も雛壇に加わっているシーンがある、現実には閣僚と与党幹部が一緒に就任記念撮影に臨むことはない。
- 衆議院決算委員会のシーンでは、伊藤博文ら明治の元老・元勲や、田中正造の写真が部屋に飾られているが、これは永年在職表彰を受けた議員肖像画の代わりとみられる。
- 劇中では寺田首相の郷里九州の福流川ダムとなっているが、現実の九頭竜ダムは福井県にあり、なおかつモデルである池田首相の地元は広島県である。
- 劇中、寺田前首相の葬儀の弔辞で、酒井首相は「勲一等旭日大綬章・寺田政臣君は…」と述べているが、劇中の祭壇に飾られている勲章は大勲位菊花大綬章であり、現実の池田首相にも死去後に、大勲位菊花大綬章を追贈されている。劇中の弔辞内容と、祭壇の勲章は明らかに相違している。

### 実際の九頭竜ダム落札を巡る動き
- 1962年

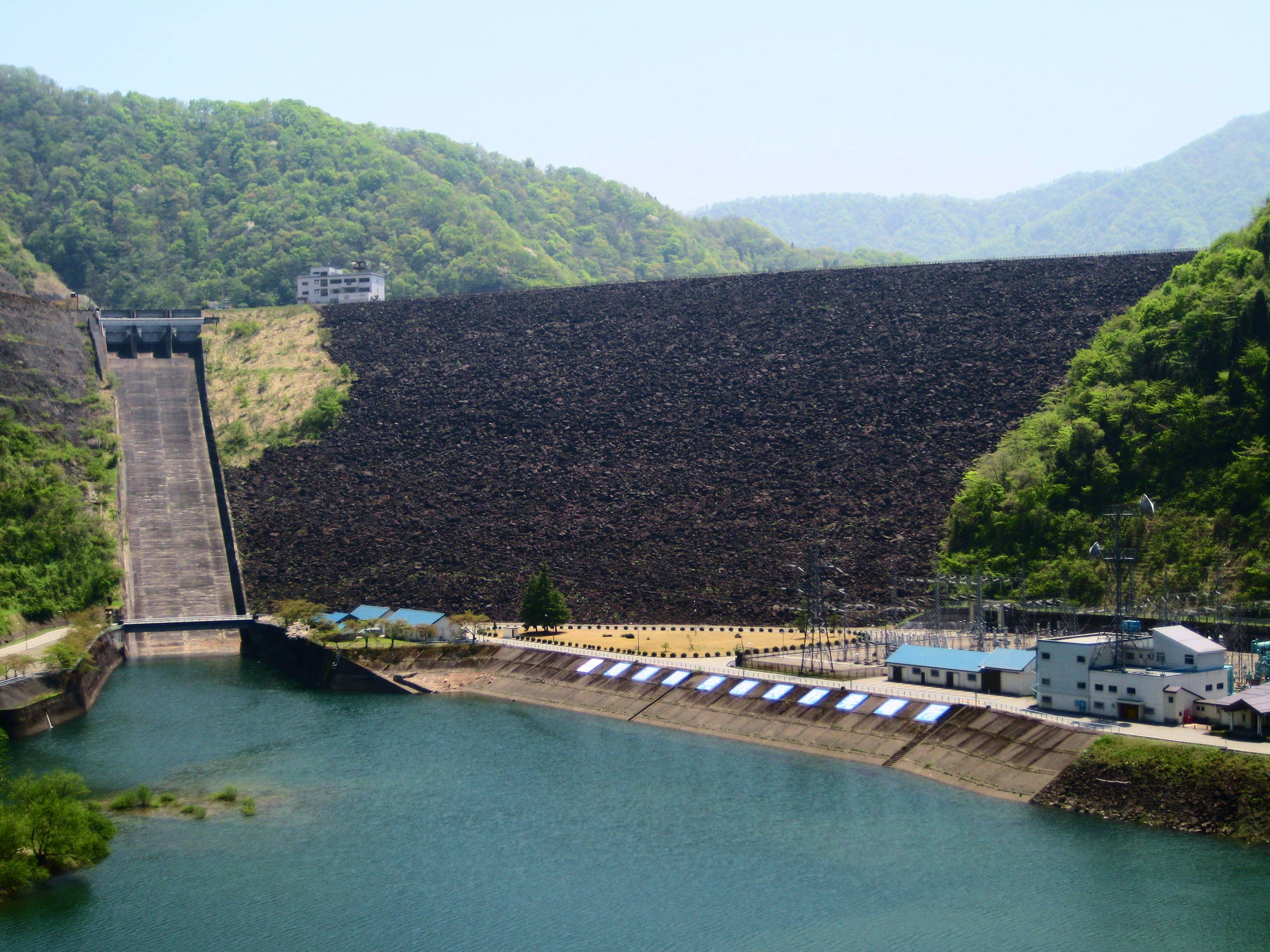
九頭竜ダム

  - 7月18日：黒金泰美、第2次池田内閣第2次改造内閣で官房長官に就任（〜1964年7月18日まで）
- 1964年
  - 7月10日：自民党総裁選挙で池田勇人が三選（同月18日、第3次池田内閣改造内閣発足）。
  - 8月27日：藤井崇治・電発総裁退任（3期6年の任期満了に伴うもの。翌日、後継総裁として吉田確太が就任）。
  - 9月17日：電発作業班、九頭竜ダム予定価格の作成作業を開始（〜24日まで）
  - 9月24日：予定価格作成作業が終了。同日午後、ゼネコン各社の入札締切を経て電発役員会開催。同会にて落札選考基準と最低落札価格（ロワー・リミット）決定し厳封。
  - 10月1日：入札結果を役員会で開封。入札5社中、最低落札価格を超えたのは鹿島建設のみ（すなわち最高価額）で、同社に落札となる。
  - 同月：アングラ情報誌『マスコミ』（言論時代社刊）に“謎の政治献金5億円、九頭竜ダム入札に疑惑”の記事掲載。記事中、藤井・電発前総裁が“在任中から鹿島からの誘惑があり、先の自民党総裁選では池田首相は巨額借金をしていて、穴埋めに無理をしようとしている”と発言。
  - 10月25日：池田勇人、首相退陣表明。
  - 11月9日：後継首相に佐藤栄作。第1次佐藤内閣発足。
  - 12月：ダム建設による水没補償問題で、水没鉱山主の依頼により児玉誉士夫と渡辺恒雄が電発との仲介をはじめる。
- 1965年
  - 2月12日：中林恭夫（池田前首相秘書官事務取扱・当時、大蔵省証券局課長補佐）、自宅官舎屋上から転落死。
  - 2月25日：田中彰治代議士、衆院決算委員会席上で九頭竜川ダムの入札疑惑を追及。
  - 2月28日：福井県、九頭竜川ダム建設計画を認可。
  - 3月4日：倉地武雄・言論時代社社長、藤井・電発前総裁を衆院決算委員会で参考人質疑。倉地は「記事内容に間違いない」と断言、藤井は発言内容を全面否定し、両者の意見が食い違う。また、会計検査院長は「最低落札価格（ロワー・リミット）は矛盾」、法務省刑事課長は「不正事件を担当した経験から何かがおかしい」とそれぞれ発言。
  - 4月：九頭竜ダム工事着工
  - 4月9日：倉地武雄、同三男に刺殺される。
  - 4月23日：吹原産業事件で、吹原弘宣・同社社長を逮捕。吹原は黒金の実印付保証書を用いて金融機関から預金証書を詐欺しており、黒金への疑惑が持ち上がる。
  - 5月10日：森脇将光、吹原産業事件で逮捕（私文書偽造・恐喝未遂）。その後、最高裁にて懲役5年、罰金3億5000万円の判決確定を受け、1980年に収監されるも、翌年、病気のため執行停止で出所、1989年の昭和天皇逝去に伴う特別恩赦で刑の執行免除となる。1991年、老衰のため死去（91歳没）。
  - 5月14日：高橋等・法相、「黒金保証書は偽造で、事件は、政界とは関係が無い」と記者会見。黒金泰美は立件を免れたものの事実上失脚、その後目立った活躍も無く1969年の総選挙で落選、その後、復帰したものの、1976年の総選挙で再度落選、政界を引退した（1986年死去）。
  - 7月7日：森脇は、1962年から1964年にかけて総額38億円の巨額脱税容疑で追起訴される。
  - 7月15日：渡辺喜三郎・鹿島建設副社長、肺炎のため自宅で死去。
  - 7月：児玉らによる水没補償の仲介は実らず、打ち切られる。
  - 8月13日：池田勇人が死去。
- 1966年
  - 8月5日：田中彰治・衆院決算委員長、虎ノ門(国有地払い下げ)事件にからみ、小佐野賢治・国際興業会長を脅迫し、2億4000万円の手形決済を延期させたとして逮捕される（1975年、控訴中に死去）。
- 1968年
  - 6月：九頭竜ダム完成

### 現実に起きたことを匂わす箇所
- 「船舶疑獄を暴いた石原メモ」 - 「造船疑獄を暴いた森脇メモ」
- 「斎藤の竜野門事件」 - 「田中角栄が関与した虎ノ門（国有地払い下げ）事件」

## 註
1. 1 2 3 4 5 6 7 8  「新生・大映の第二弾 『金環蝕』（石川達三原作）いよいよ製作へ 山本薩夫監督、十年来の構想 政治のタブーに挑戦 多彩な演技陣 総裁選の裏にメス」『東京タイムズ』東京タイムズ社、1975年4月25日、5面。
2. ↑  『朝日新聞 縮刷版』朝日新聞社、1984年1月1日付テレビ欄 エラー: 日付が正しく記入されていません。（説明）。